# جورج إتش هرمان
جورج إتش هرمان (بالإنجليزية: George H. Hermann)‏ هو شخصية أعمال أمريكي، ولد في 6 أغسطس 1843 في هيوستن في الولايات المتحدة، وتوفي في 21 أكتوبر 1914.